# Exodus van moslims uit Servië

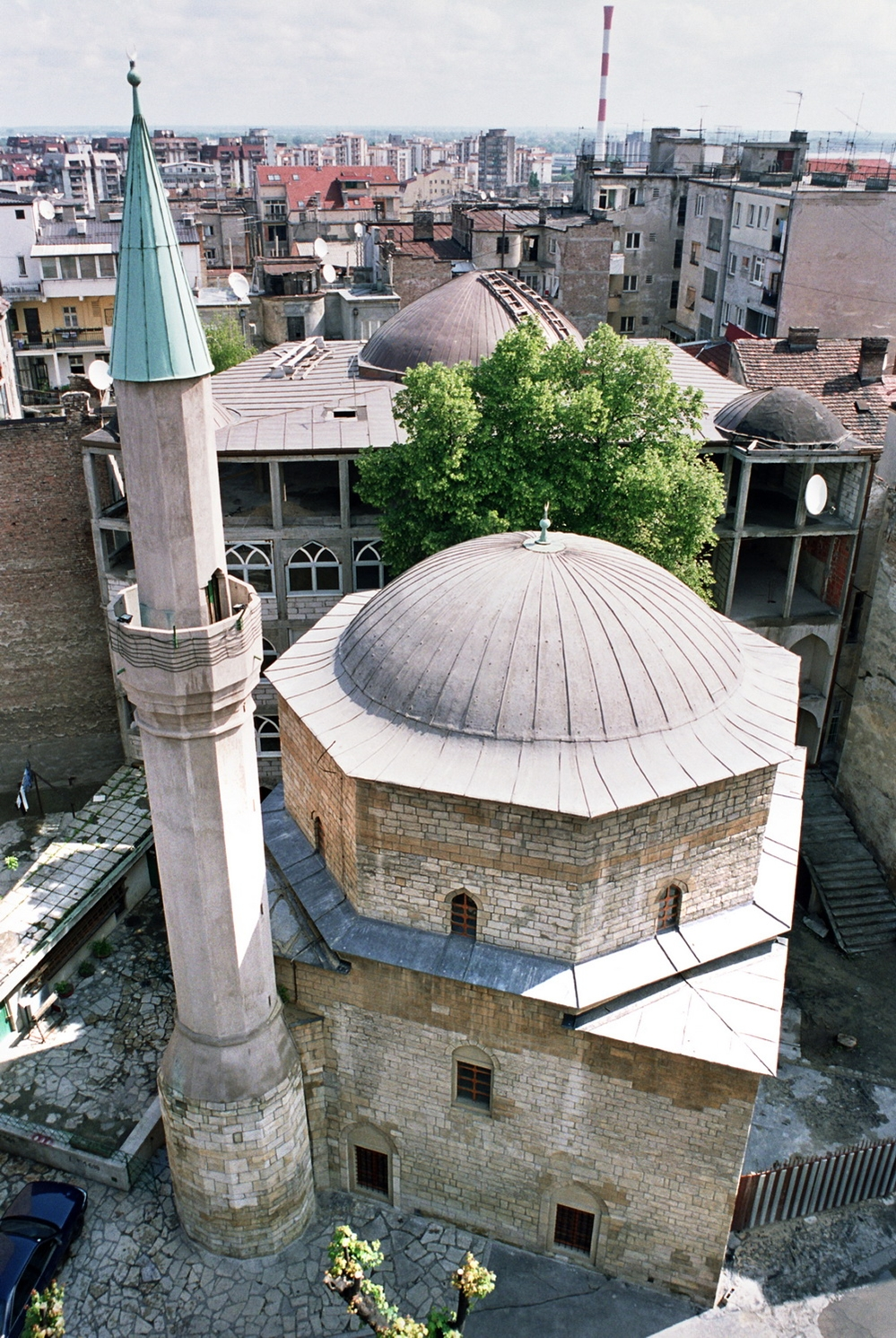
Exterieur van een Servische moskee.

De exodus van moslims uit Servië in 1862 was de gedwongen migratie van 10.000 moslims uit de Servische steden Belgrado, Soko, Užice, Šabac, Smederevo en Kladovo, die allemaal garnizoenssteden waren. De reden voor de gedwongen migratie was de Kanlıca-conferentie, volgens welke alle moslims die op het grondgebied van het vorstendom Servië woonden, moesten worden verdreven. Omdat de Roma hiervan waren vrijgesteld, begonnen sommige moslims zich Roma te noemen om in hun geboortestad te kunnen blijven. De meerderheid van de vluchtelingen migreerde naar Bosnië, Vidin en Niš. De exodus veranderde niet alleen de etnisch-religieuze samenstelling van het Vorstendom Servië, maar ook van het Ottomaanse Rijk. De terugtrekking van de moslimbevolking markeerde ook de definitieve terugtrekking van het Ottomaanse garnizoen uit Servië. Tegen het begin van de Grote Oosterse Crisis (1875-1877) was het aantal moslims in het Servische vorstendom gedaald tot 6.000.

## Demografische veranderingen
Bijna heel Servië was volledig ontdaan van de moslimbevolking. In dezelfde periode was er een lichte procentuele toename van de moslimbevolking in de sandžak van Novi Pazar. In de sandžak van İzvornik vormden christenen (katholieken en orthodoxen) vóór 1862 de meerderheid (meer dan 50%) en moslims een minderheid (44%). De vestiging van 7000 Bosnische moslims en het vertrek van de orthodoxen naar Servië veranderden de demografische samenstelling van de sandžak en werden moslims de meerderheid.

## Vernietiging van islamitisch erfgoed
In 1868, een jaar na het einde van de exodus, werden 34 moskeeën verwoest in Belgrado en 24 in Smederevo. In totaal werden 270-300 moskeeën verwoest. Alleen de Bajrakli-moskee in Belgrado bleef bewaard.